# Árvai Ferenc
Árvai Ferenc (Kalocsa, 1935. február 20. – Esztergom, 2004. október 17.) szobrász- és festőművész.

## Tanulmányai, munkássága
1946-ban költözött családjával Dorogra. 1948-ban az országos képzőművészeti versenyen első helyezést ért el. A dorogi szénbányák VIII. aknai üzemében bányászként dolgozott, majd 1956-tól a Képzőművészeti Főiskolán tanult. 1962-ben szobrászként végzett. 1963-tól tagja volt a Képzőművészek Szövetségének. Magánszemélyeknek is gyakran készített szobrot, térplasztikát, üvegablakot, tűzzománcot. A dorogi temetőben helyezték örök nyugalomra.

### Legfontosabb kiállításai
- Budapest, Dorog, Esztergom, Várpalota, Oroszlány, Győr, Szentendre, Hódmezővásárhely, Párizs, New York.
- Kecskeméten, a Magyar Nemzeti Galériában

### Munkái külföldön
- Kuba, USA, Anglia, Románia, Lengyelország, Bulgária.

### Köztéri munkái Dorogon
- Bányász emlékmű
- Emléktábla a település 800.és a szénbányászat 200. évfordulója tiszteletére (Hősök tere 1981.)
- 14 kálvária-stáció
- Kitelepítési emlékmű (Templom tér - 1997)
- Schmidt Sándor emléktábla - 1997

## Kitüntetései
- ART PHILADELPHIA művészeti díj (1998)
- Pro Urbe Díj (1996)